# Jovem Dionisio
Jovem Dionisio é uma banda de indie pop e bedroom pop brasileira formada em 2019 na cidade de Curitiba, Paraná. É composta por Bernardo Pasquali (Curitiba, 19 de dezembro de 1995) no vocal, Rafael Dunajski Mendes 'Fufa' (Curitiba, 10 de março de 1996) na guitarra, Gustavo Karam (Curitiba, 3 de maio de 1996) no baixo, Bernardo Hey 'Ber Hey' (Curitiba, 27 de fevereiro de 1996) no teclado e Gabriel Dunajski Mendes 'Mendão' (Curitiba, 6 de agosto de 1998) na bateria e composições.
Firmou um contrato com a Sony Music em 2020 e foi considerada "artista do mês" da Apple Music. No YouTube, o clipe de "Pontos de Exclamação" atingiu mais de 23 milhões de visualizações.

## História

### Início
A primeira formação da banda como Huff em 2012 era formada pelos irmãos Rafael Mendes e Gustavo Mendes que eram vizinhos de Bernardo Hey que estudavam no mesmo colégio de Gustavo Karam e Lucas Suckow. A primeira apresentação do grupo foi no terceiro ano do colégio. Nessa época, eles decidiram investir na carreira e tocavam músicas covers de bandas brasileiras quanto internacionais em Curitiba. Porém, depois de uma viagem de Gustavo Karam eles precisavam de alguém para ocupar seu lugar, chamando Bernardo Pasquali. Depois de um show para alguns alunos iniciantes na Pontifícia Universidade Católica do Paraná (PUC-PR), eles ficaram conhecidos como "a banda dos meninos hidratados", em que aproximadamente trinta pessoas ficaram até o fim do show na chuva: "tinha, sei lá, 30 pessoas e a galera já estava indo embora. Eu falei: 'Venham para cá, aproveitem a chuva, se hidratem', e alguns foram mesmo", disse Bernardo Pasquali em entrevista para o G1. Eles acabaram tornando isso como propriedade deles, colocando como descrição em redes sociais e em plataformas de música na internet.
Bernardo Hey, tecladista da banda acabou descobrindo a Lanchonete Aquarius no local em que fazia estágio, depois acabou chamando os outros integrantes para passar a frequentá-lo em 2018. Prestes a lançar seu extended play (EP) de estreia Dança Entre Casais em 2019, eles perceberam que deveriam mudar o nome do grupo. Bernardo teve a ideia de homenagear o dono do bar, chamado Dionísio, porém os outros integrantes acharam o nome "velho", até que resolveram adicionar o Jovem no nome para contrastar com o nome, lançando o Jovem Dionísio em 21 de abril de 2019. Lucas Suckow que havia aprendido a produzir pelo computador, passou a fazer parte da produção da banda.

### "Pontos de Exclamação" e ascensão musical
A primeira faixa da banda gravada na pandemia de COVID-19 de forma intimista como bedroom pop, "Pontos de Exclamação" foi feita de forma acústica com base eletrônica. Acabou sendo usada na música elementos como dedilhados que nunca haviam sido usados por eles. Segundo Gabriel, originalmente a intenção era fazer uma canção com ritmo de forró, porém o assobio acabou prevalecendo como a melodia principal. A faixa foi lançada no dia 6 de março de 2020. Meses depois, a música ganhou um remix feito por Vintage Culture e Future Class. A dupla de DJ's Future Class acabou descobrindo a música "Pontos de Exclamação" e perguntou a banda se poderia fazer um remix da faixa, logo depois Vintage Culture acabou participando da produção. A nova versão acabou abrangendo também a comunidade de eletrônica. A remixagem permanece com o violão como instrumento principal e adiciona uma roupagem minimalista inspirada no funk. No refrão é adicionado a tuba como instrumento, tirando um pouco a tristeza dos versos da canção. A música foi lançada em 12 de junho de 2020, dia dos namorados no Brasil, pela gravadora Hub Records.

## Prêmios
| Ano  | Prêmio                      | Categoria        | Resultado |
| ---- | --------------------------- | ---------------- | --------- |
| 2023 | Prêmio da Música Brasileira | Pop/Rock (Grupo) | Indicado  |

## Discografia
- Acorda, Pedrinho (2022)
- Ontem Eu Tinha Certeza (Hoje Eu Tenho Mais) (2024)

### Singles
| Título                       | Ano  | Melhores posições | Melhores posições | Álbum            |
| Título                       | Ano  | BRA               | BRA Pop           | Álbum            |
| ---------------------------- | ---- | ----------------- | ----------------- | ---------------- |
| "Cê Me Viu Ontem"            | 2021 | —                 | —                 | Acorda, Pedrinho |
| "Risco"                      | 2021 | —                 | —                 | Acorda, Pedrinho |
| "Tu Tem Jeito de Quem Gosta" | 2022 | —                 | —                 | Acorda, Pedrinho |
| "Não Foi Por Mal"            | 2022 | —                 | —                 | Acorda, Pedrinho |
| "Acorda Pedrinho"            | 2022 | 1                 | 1                 | Acorda, Pedrinho |